# 異鼷鹿科
異鼷鹿科（學名：Hypertragulidae）是偶蹄目鼷鹿下目之下一個只有已滅絕物種的科。牠們生存在始新世至中新世的北美洲、歐洲及亞洲。
異鼷鹿科是原始及古代的反芻動物，外觀像細小的鹿或麝。不過不論是鹿或麝都並非牠們的近親，相反鼷鹿科才有可能是其最近親。
異鼷鹿科的前肢是四趾趾形的，後肢則是二趾趾形的。牠們最輕的是小鼷鹿屬，只重2.16公斤；最重的是Hypisodus，重達424.9公斤。